# Atheta lymphatica
Atheta lymphatica är en skalbaggsart som beskrevs av Thomas Casey 1911. Atheta lymphatica ingår i släktet Atheta och familjen kortvingar. Inga underarter finns listade i Catalogue of Life.